# Клопогон европейский
Клопого́н европе́йский (лат. Actāea europāea) — многолетнее травянистое растение; вид рода Воронец семейства Лютиковые (Ranunculaceae). Занесён в Красную книгу Белоруссии 1-го и 2-го изданий (1981, 1993). Охраняется также в Польше. Всё растение (кроме цветков) обладает неприятным запахом. Ядовито.

## Морфология
Растение высотой от 40 до 120 см с толстым корневищем. Стебель прямостоячий, голый, ветвистый. Листья длиночерешчатые, очередные дважды и трижды непарноперисторассечённые. Цветки зеленовато-белые, пахнут мёдом, собраны в кистевидную метёлку. Цветёт в июле-августе
Плоды — многолистовки. Семена многочисленные, мелкие. Покрытые прямо отстоящими светло-коричневыми пленчатыми чешуйками.

## Распространение
Растёт на юго-востоке и в центре Европы, в предгорьях Карпат. Полутенелюбивое и тенелюбивое лесное растение.